# Unzja
Unzja (russisk: Унжа, tr. Unzja) er en flod i Vologda oblast og Kostroma oblast i den europæiske del af Rusland. Floden er en venstre biflod til Volga.
Unzja er 426 km lang og har et afvandingsareal på 28.900 km². Den gennemsnitlige årlige vandføring er omkring 158 m³/s. Vandet i floden benyttes til kunstvanding. Unzja dannes på De nordrussiske højder ved sammenløbet af floderne Kema og Lundonga og udmunder i Gorkireservoiret på Volga nær byen Jurevets.
Unzja er bred, og efter sammenløbet med flode Kunozj udvider den sig til 60 meter. I det øvre og midterste løb er den lavvandet, strømhastigheden er lille. De højere breder er høje og stejle, de fleste bebyggelser langs floden ligger på denne bred. Venstre bred er lavere, til tider sumpet, skov- og buskbevokset, med sandede strande.
I det nederste løb bredder Unzja sig op til 300 meter. De sidste 20 kilometer af floden er Unzja så bred, at den ofte omtales som "Unzjenskom-bugten" i Gorkireservoiret.
Unzja har nærved 50 bifloder. De vigtigste bifloder er fra højre Viga (175 km lang), Neja (253 km lang) og fra venstre Mezja (186 km lang).
Floden er sejlbar i den nederste del med mindre både. Byerne Kologriv, Manturovo og Makarev ligger ved Unzja.